# Giving You Up
A Giving You Up című dal az ausztrál énekes-dalszerző Kylie Minogue második kimásolt kislemeze az Ultimate Kylie című válogatásalbumról. A dal először az album második, és egyben utolsó kislemezeként jelent meg 2005. március 28-án. A dalt Miranda Cooper, Brian Higgins, Tim Powell, Lisa Cowling, Paul Woods, Nick Coler és Minogue írta, míg a produceri munkálatokat Higgins és Xenomenia látta el. A dal egy dance-pop dal, amely szintetizátorokat és billentyűs hangszereket tartalmaz. A dal volt az utolsó kislemeze, mielőtt két hónappal később mellrákot diagnosztizáltak nála. Következő dala a 2 Hearts 2007-ben jelent meg.
A "Giving You Up" vegyek kritikákat kapott a zenekritikusoktól, akik dicsérték Minogue énekhangját, azonban elutasították a produkciót, és a szerzeményt. Ausztráliában és Nagy-Britanniában is Top 10-es sláger volt, valamint Ausztriában, Belgiumban, Dániában, és Finnországban is. Alex és Martin készítette el a dalhoz a klipet, amelyben Minogue mint óriásnő szerepel, és London utcáin sétál. A "Giving You Up" című dalt 2005-ben a Showgirl: The Greatest Hits Tour turnén adta elő az énekesnő.

## Előzmények és összetétel
2004. augusztusában bejelentették, hogy Minogue új dalokat fog rögzíteni, és a pletykák valamiféle karácsonyi albumról szóltak. A következő hónapban bejelentették az Ultimate Kylie című válogatáslemezt, melyen két új dal fog szerepelni, az "I Believe in You" és a "Giving You Up". Az album megjelenésével egyidőben egy külön válogatás DVD is megjelent azonos néven, amelyen az énekesnő több videoklipje is szerepel. A nyilatkozattal egyidőben szintén bejelentették, hogy az "I Believe in You" című dal lesz az album vezető kislemeze.
A "Giving You Up" az Ultimate Kylie második kislemezeként jelent meg digitálisan 2005. március 25-én  majd három nappal később fizikai hanghordozón is megjelent az Egyesült Királyságban. A limitált kiadású bakelit kislemezt az Egyesült Királyságban forgalmazták, míg Ausztráliában a CD kislemezt kezdték el terjeszteni 2005. április 11-étől, és 25.000 példányra korlátozták. Minden formátumon helyet kapott a B. oldalas "Made of Glass" című dal, amelyet Minogue és Xenomania írt az Ultimate Kylie 2004-es felvételei során. A dalt Rachel Stevens brit művész is rögzítette, de soha nem jelent meg.
A "Giving You Up" című dalt 2004 közepén írta és rögzítette Londonban Minogue és Xenomania. Ez volt a harmadik új dal a válogatáshoz. A másik kettő az "I Believe in You" és a "Loving You" voltak, azonban az utóbbit nem jelentették meg az albumon.

## Összetétel

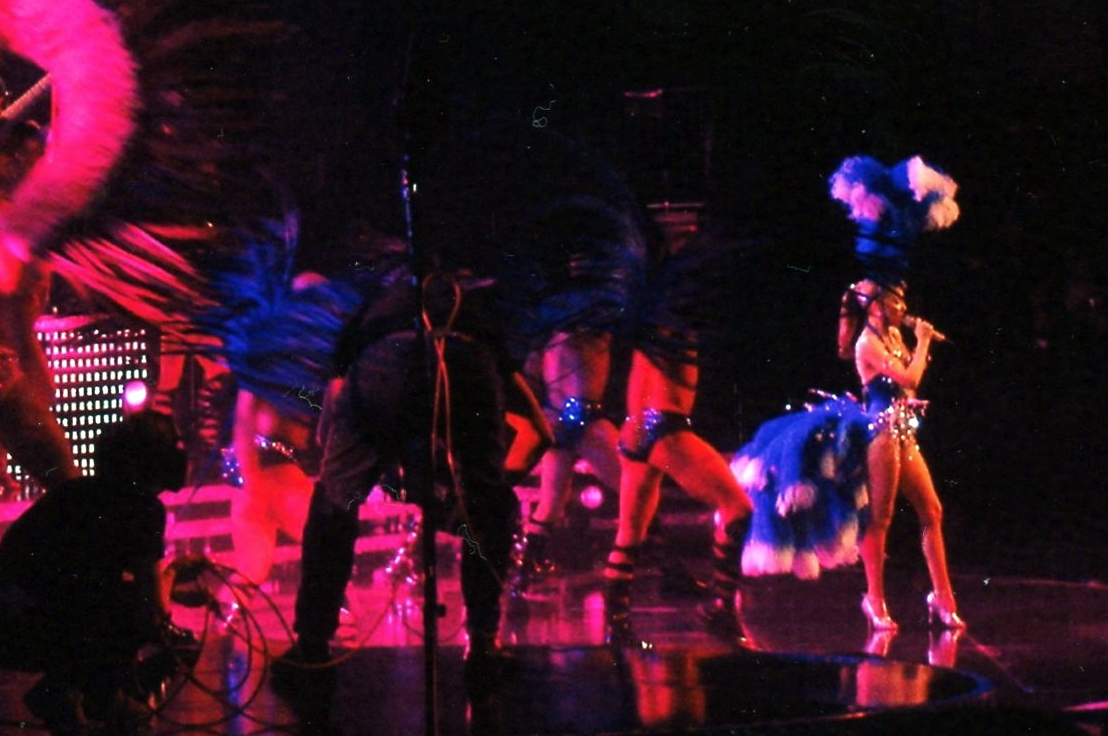
Minogue előadja a dalt a Showgirl: The Greatest Hits Tour turnén.

A "Giving You Up" vegyes kritikákat kapott a zenekritikusoktól. Az About weboldal munkatársa Jason Shawahn egy "fülledt kis lüktető dalnak" írta le a szerzeményt, és azt írta, hogy "Minogue ebben a legjobb". Chris Taylor a MusicOMH-tól kevésbé volt lenyűgözve, és azt írta, hogy a dal nem tartozik Kylie legjobban ihletett dalai közé. A Pitchfork kritikusa, Nick Sylvester a dalt úgy írta le, mint egy visszatérést a nagy hangzású "Fever" elektrohoz, de finomabb formában.
A "Giving You Up" a 8. helyen debütált az ausztrál kislemezlistán, és hét hétig volt a legjobb ötven között. A spanyol kislemezlistán a 7. helyen szerepelt, és a következő héten a 6. helyen érte el a csúcsot. Hat hétig volt slágerlistás helyezett. A dal a 6. volt a brit kislemezlistán, és tíz hétig volt Top 100-as helyezett. Az Egyesült Királyság 2005-ös kislemezlistáján a 137. helyet ért el. A "Giving You Up"  az ír kislemezlistán a 20. helyezett volt. A dal Európa más területen, köztük Finnországban, Belgiumban, Hollandiában, és Svájcban a legjobb negyven között volt. A dal a 13. volt az European Hot 100 Singles listán.

## Videoklip
A "Giving You Up" videóját Alex and Martin rendezték, és 2005. februárjában forgatták Londonban. A videóban Minogue egy 17 méter magas, vámpír, szőke óriásnőként kóborol London utcáin és klubjaiban éjszaka. Három része van a videónak. Az elsőben Minogue egy alagúton sétál, a másodikban az utcán, a harmadikban pedig egy klubban látható. A videó során Minogue több emberrel is találkozik. Az utcán egy taxi előtt táncol, amely megállt, hogy átengedje a zebrán. Minogue ezután egy klubba indul, ahol találkozik egy félénk férfivel, aki érdeklődik iránta. Egy másik jelenetben az utcán elmegy három férfi mellett, és táncolni, valamint énekelni kezd nekik.
A videót 2005 februárjában mutatták be, és felkerült a kereskedelmi forgalomban is kapható CD kislemezre. A klipet 2006-ban jelölték a "Legjobb nemzetközi videó" kategóriába a 15. éves MVPA Awards-on.

## Élő előadások
A "Giving You Up"-ot csak a Showgirl: The Greatest Hits Tour turnén adták elő 2005-ben. A dal első részében két showgirl jelmezben lévő táncos kék fejdísszel volt látható. Az előadást háttértáncosokkal adták elő, akik zöld színű showgirl és showboy jelmezeket viseltek. Minogue nem tudta befejezni a turnét, mivel korai mellrákot diagnosztizáltak nála, és le kellett mondania a turné ausztrál szakaszát. A dal előadása felkerült a "Showgirl" című videoalbumba.

## Formátumok és számlista
| - Ausztrál és Új-Zéland maxi-CD single 1. "Giving You Up" – 3:31 2. "Made of Glass" (Kylie Minogue, Miranda Cooper, Brian Higgins, Lisa Cowling, Tim Powell, Matt Gray) – 3:12 3. "Giving You Up" (Riton Re-Rub vox) – 6:32 4. "Giving You Up" (Alter Ego dub) – 6:31 5. "Giving You Up" (enhanced video) - UK CD1 1. "Giving You Up" (original) – 3:31 2. "Giving You Up" (Alter Ego dub) – 6:31 3. "Giving You Up" (Riton Re-Rub vox) – 6:32 4. "Giving You Up" (video) - UK CD2 és Európai CD single 1. "Giving You Up" (original) – 3:31 2. "Made of Glass" – 3:11 | - UK 12-inch picture disc A1. "Giving You Up" (Riton Re-Rub dub) – 6:32 B1. "Giving You Up" (original) – 3:31 B2. "Giving You Up" (Alter Ego remix) – 6:33 - Európai maxi-CD single 1. "Giving You Up" (original) – 3:32 2. "Your Disco Needs You" (German Almighty radio edit) – 3:29 3. "Your Disco Needs You" (video) - Digital EP 1. "Giving You Up" – 3:30 2. "Giving You Up" (Alter Ego mix) – 6:33 3. "Giving You Up" (Riton Re-Rub vox) – 4:12 4. "Giving You Up" (Riton Re-Rub dub) – 6:32 5. "Made of Glass" – 3:15 |

## Slágerlista
| Slágerlista (2005)                    | Legjobb helyezések |
| ------------------------------------- | ------------------ |
| Ausztrália (ARIA)                     | 8                  |
| Australia (ARIA Dance)                | 1                  |
| Ausztria (Ö3 Austria Top 40)          | 45                 |
| Belgium (Ultratop 50 Flanders)        | 25                 |
| Belgium (Ultratip Wallonia)           | 2                  |
| Belgium Dance (Ultratop Flanders)     | 16                 |
| CIS (Tophit)                          | 94                 |
| Dánia (Tracklisten Top 40)            | 12                 |
| Europe (Eurochart Hot 100)            | 13                 |
| Finnország (Singlet Top 20)           | 14                 |
| Németország (Media Control Charts)    | 27                 |
| Greece (IFPI)                         | 13                 |
| Írország (IRMA)                       | 20                 |
| Olaszország (FIMI)                    | 23                 |
| Hollandia (Top 40)                    | 34                 |
| Hollandia (Single Top 100)            | 23                 |
| Russia Airplay (TopHit)               | 81                 |
| Skócia (Scottish Singles Top 40)      | 5                  |
| Spanyolország (PROMUSICAE)            | 6                  |
| Svájc (Schweizer Hitparade)           | 40                 |
| Egyesült Királyság (UK Singles Chart) | 6                  |
| Egyesült Királyság (UK R&B Chart)     | 25                 |

| Slágerlista (2005)         | Helyezések |
| -------------------------- | ---------- |
| Romania (Romanian Top 100) | 70         |
| UK Singles (OCC)           | 137        |

## Megjelenések
| ország             | Dátum             | Formátum(ok)       | Label             | Ref.   |
| ------------------ | ----------------- | ------------------ | ----------------- | ------ |
| Különböző          | 2005. március 25. | Digitális letöltés | Parlophone        |        |
| Egyesült Királyság | 2005. március 28. | 12-inch vinyl CD   | Parlophone        |        |
| Ausztrália         | 2005. április 11. | CD                 | Festival Mushroom |        |
| Németország        | 2005. május 2.    | CD                 | Parlophone        | [ 46 ] |